# Charlotte Garbe
Charlotte Garbe (geborene Nimtz; * 24. März 1929 in Eisenach; † 16. Februar 2013 in Lauenförde) war eine deutsche Politikerin der Grünen.
Garbe besuchte die Volksschule in Eisenach und in Tutow und anschließend erst eine Realschule, später ein Gymnasium in Quedlinburg. Sie sammelte Erfahrungen in der Hauswirtschaft, außerdem auch in der Kranken- und Altenpflege. Sie war mit dem Aufbau von Bürgerinitiativen beschäftigt und war in der Partei Die Grünen tätig. Seit 1968 unterstützte sie die Anti-Atomkraft-Bewegung.
Im März 1978 war Garbe Mitbegründerin des Kreisverbandes Holzminden der Grünen Liste Umweltschutz. Von 1980 bis 1982 war sie Vorstandsmitglied des Bundesverbandes Bürgerinitiativen Umweltschutz e. V (BBU). Für die Grünen war sie zunächst vom 21. Juni 1982 bis zum 20. Juni 1986 im Landtag von Niedersachsen, wo sie von 1982 bis 1983 stellvertretende Vorsitzende der Landtagsfraktion war. Außerdem war sie während der Legislaturperiode Schriftführerin des Niedersächsischen Landtages. Danach war sie von 1986 bis 1987 Mitglied des Kreistages des Landkreises Holzminden und anschließend von 1987 bis 1990 Mitglied des Deutschen Bundestages. Dort war sie als ordentliches Mitglied im Petitionsausschuss und im Ausschuss für Umwelt, Naturschutz und Reaktorsicherheit tätig. Ab Mai 1990 war sie zudem Schriftführerin und Mitglied des Ältestenrates.